# Trans Swiss Trail
Trans Swiss Trail 1 ist die Bezeichnung für einen der beiden Weitwanderwege durch die Schweiz (eine von sieben nationalen Routen). Er führt in 32 Etappen über 500 Kilometer von Porrentruy (Kanton Jura) im Norden nach Mendrisio (Kanton Tessin) im Süden.
Dabei ist man einen Monat lang zu Fuss unterwegs, überquert den Alpenhauptkamm und lernt unterschiedliche Landschaften, Kulturen und Sehenswürdigkeiten kennen. Alle Etappenorte sind mit öffentlichen Verkehrsmitteln erreichbar und bieten Unterkünfte an. Über die Webseite von SchweizMobil, welches für das nationale Netzwerk der Wanderwege verantwortlich ist, kann eine Wanderung organisiert und auch Gepäcktransport zwischen den Etappenorten gebucht werden.

## Etappen
1. Porrentruy – Seleute – Saint-Ursanne
2. St-Ursanne – Tariche – Soubey
3. Soubey – Moulin Jeannotat – Saignelégier
4. Saignelégier – Mont Soleil – Saint-Imier
5. St-Imier v Pertuis – Chézard-St-Martin
6. Grand Chézard – Vilars – Neuchâtel
7. Neuchâtel – Mont Vully – Murten
8. Murten – Kriechenwil – Laupen
9. Laupen – Thörishaus – Bern
10. Bern – Worb
11. Worb – Lützelflüh
12. Lützelflüh – Ramisberg – Langnau im Emmental
13. Langnau im Emmental – Eggiwil
14. Eggiwil – Wachthubel – Schangnau
15. Schangnau – Kemmeribodenbad – Sörenberg
16. Sörenberg – Glaubenbielen – Giswil
17. Giswil – Flüeli-Ranft
18. Flüeli-Ranft – Stans
19. Stans – Seelisberg
20. Seelisberg – Erstfeld
21. Erstfeld – Wassen
22. Wassen – Andermatt
23. Andermatt – Gotthardpass
24. Gotthardpass –  Airolo
25. Airolo – Osco (Strada Alta)
26. Osco – Anzonico (Strada Alta)
27. Anzonico – Biasca (Strada Alta)
28. Biasca – Bellinzona
29. Bellinzona – Tesserete
30. Tesserete – Lugano
31. Lugano – Monte San Salvatore – Morcote
32. Morcote – Serpiano – Mendrisio